# 力浦駅
力浦駅（リョクポえき）は、朝鮮民主主義人民共和国平壌市力浦区域にある朝鮮民主主義人民共和国鉄道省の駅である。1906年に開業した。
平釜線と楽浪線の2路線が乗り入れており、分岐駅となっている。

## 歴史
- 1906年4月3日：京義線敷設完成[1]。
- 1908年4月1日：正式に旅客営業開始[2][3]。

## 隣の駅
朝鮮民主主義人民共和国鉄道省
平釜線
大同江駅 - 力浦駅 - 中和駅
楽浪線
力浦駅 - 楽浪駅